# ووژنا
ووژنا (به لاتین: Łużna) یک روستا در لهستان است که در گمینا ووژنا واقع شده‌است. ووژنا ۳٬۱۲۰ نفر جمعیت دارد.